# Saint-Maurice (Amiens)
Pour les articles homonymes, voir Saint-Maurice.
Saint-Maurice est un quartier populaire d'Amiens, situé au nord-ouest de la ville qui a fait l'objet de campagnes de rénovation.

## Historique
Saint-Maurice était au Moyen Âge un village situé au-delà des remparts de la ville dont il est devenu l'un des faubourgs par la suite. Jusqu'au début du XIXe siècle, dominaient les activités agricoles : culture de la vigne dont les premières traces écrites remontent au XIVe siècle, maraichage, culture de céréales, élevage d'ovins et de bovins dans les prairies en bord de Somme, extraction de la tourbe dans les marais. 
Des carrières d'extraction de craie se trouvaient au lieu-dit « La Falaise », lesquelles furent par la suite transformées en champignonnières qui servirent d'abri pour la population en cas d'attaque aérienne pendant la Seconde Guerre mondiale. Ce très ancien quartier populaire d'Amiens fut l'un des hauts lieux industriels d'Amiens à partir du XVIIIe siècle, c'était le quartier des teinturiers. 
Depuis les années 1980, le quartier a subi une profonde transformation grâce à la construction de logements sociaux, rénovation d'habitats ouvriers du XIXe siècle et du début du XXe siècle.

## Morphologie du quartier
Le quartier est limité au sud par la canal de la Somme, à l'est par la citadelle au nord et le jardin des plantes, au nord, par l'hôpital nord et à l'ouest par le cimetière de La Madeleine.
Le quartier est structuré par deux axes routiers, l'axe est-ouest constitué par les rues Octave Tierce et Saint-Maurice et un axe nord-sud formé des rues Cagnard et de Vignacourt qui conduisent à l'hôpital nord.
L'habitat est constitué majoritairement de maisons individuelles en brique de type « maison amiénoise » et de lotissements de la fin du XXe siècle.
Le Jardin des plantes dit à l'origine « le Jardin du Roy » intra muros est aussi situé à la limite est de ce quartier.
Bordé par le canal de la Somme, le quartier offre une escale pour les plaisanciers, qui doivent y passer une écluse.

### Rénovation et restructuration du quartier
L'ancienne teinturerie d'Amiens a été transformée en établissement universitaire accueillant l'École supérieure d’art et de design (ESAD) et la faculté des Arts. Non loin, en bord de Somme, se trouve l'École supérieure d'ingénieurs en électrotechnique et électronique (ESIEE).
Le Bois Bonvallet ancienne propriété d'un industriel amiénois du XIXe siècle a été transformé en jardin public qui relie l'école d'ingénieur au reste du quartier.
Quant à la Citadelle dont les bâtiments ont été rénovés par l'architecte Renzo Piano, elle accueille l'UFR de lettres, l'UFR d’histoire-géographie, l'UFR de langues, l'École supérieure du professorat et de l'éducation (ESPE), la Maison des Langues, la Maison de la recherche et la bibliothèque universitaire.